# Enoplea
Enoplea — клас нематод.

## Спосіб життя
Зустрічаються повсюдно. Вільноживучі круглі черв'яки (ґрунтові, прісноводні, морські), коменсали і паразити рослин, тварин і людини. Серед них волосоголовець і трихінела.

## Опис
Кутикула має тонку кільчастість з дрібних борозен або гладка. М'язові клітини первинно-целоміарного типу (поліміарнаямускулатура). Гіподерма — клітинна. Фарінгеальних залоз 3 або 5. Фаринкс, як правило, циліндричний.

## Класифікація
Клас містить близько 700 родів та понад 6500 видів. Поділяється на два підкласи:
- Підклас Enoplia
  - Ряд Enoplida
  - Ряд Isolaimida
  - Ряд Oncholaimida
  - Ряд Rhaptothyreida
  - Ряд Stichosomida
  - Ряд Triplonchida
  - Ряд Tripylida
- Підклас Dorylaimia
  - Ряд Dioctophymida
  - Ряд Dorylaimida
  - Ряд Mermithida
  - Ряд Mononchida
  - Ряд Trichocephalida
  - Ряд Marimermithida